# Hermival-les-Vaux
Hermival-les-Vaux és un municipi francès situat al departament de Calvados i a la regió de Normandia. L'any 2007 tenia 845 habitants.

## Demografia

### Població
El 2007 la població de fet de Hermival-les-Vaux era de 845 persones. Hi havia 300 famílies de les quals 44 eren unipersonals (12 homes vivint sols i 32 dones vivint soles), 106 parelles sense fills, 130 parelles amb fills i 20 famílies monoparentals amb fills.
La població ha evolucionat segons el següent gràfic:
Habitants censats

### Habitatges
El 2007 hi havia 337 habitatges, 298 eren l'habitatge principal de la família, 32 eren segones residències i 8 estaven desocupats. Tots els 333 habitatges eren cases. Dels 298 habitatges principals, 273 estaven ocupats pels seus propietaris, 21 estaven llogats i ocupats pels llogaters i 3 estaven cedits a títol gratuït; 6 tenien dues cambres, 31 en tenien tres, 76 en tenien quatre i 184 en tenien cinc o més. 233 habitatges disposaven pel capbaix d'una plaça de pàrquing. A 128 habitatges hi havia un automòbil i a 157 n'hi havia dos o més.

### Piràmide de població
La piràmide de població per edats i sexe el 2009 era:
| Homes | Edats   | Dones |
| ----- | ------- | ----- |
| 0     | 95 o +  | 0     |
| 0     | 90 a 94 | 0     |
| 0     | 85 a 89 | 4     |
| 4     | 80 a 84 | 4     |
| 8     | 75 a 79 | 8     |
| 4     | 70 a 74 | 8     |
| 20    | 65 a 69 | 24    |
| 16    | 60 a 64 | 16    |
| 16    | 55 a 59 | 20    |
| 52    | 50 a 54 | 36    |
| 8     | 45 a 49 | 24    |
| 28    | 40 a 44 | 16    |
| 40    | 35 a 39 | 44    |
| 28    | 30 a 34 | 36    |
| 24    | 25 a 29 | 24    |
| 16    | 20 a 24 | 12    |
| 32    | 15 a 19 | 20    |
| 40    | 10 a 14 | 28    |
| 44    | 5 a 9   | 16    |
| 12    | 0 a 4   | 36    |

## Economia
El 2007 la població en edat de treballar era de 558 persones, 394 eren actives i 164 eren inactives. De les 394 persones actives 360 estaven ocupades (202 homes i 158 dones) i 33 estaven aturades (11 homes i 22 dones). De les 164 persones inactives 67 estaven jubilades, 55 estaven estudiant i 42 estaven classificades com a «altres inactius».

### Ingressos
El 2009 a Hermival-les-Vaux hi havia 300 unitats fiscals que integraven 848 persones, la mediana anual d'ingressos fiscals per persona era de 19.637 €.

### Activitats econòmiques
Dels 78 establiments que hi havia el 2007, 2 eren d'empreses extractives, 1 d'una empresa de fabricació de material elèctric, 2 d'empreses de fabricació d'elements pel transport, 12 d'empreses de fabricació d'altres productes industrials, 11 d'empreses de construcció, 12 d'empreses de comerç i reparació d'automòbils, 6 d'empreses de transport, 2 d'empreses d'hostatgeria i restauració, 1 d'una empresa d'informació i comunicació, 3 d'empreses financeres, 4 d'empreses immobiliàries, 16 d'empreses de serveis, 3 d'entitats de l'administració pública i 3 d'empreses classificades com a «altres activitats de serveis».
Dels 16 establiments de servei als particulars que hi havia el 2009, 2 eren tallers de reparació d'automòbils i de material agrícola, 3 guixaires pintors, 6 fusteries, 1 lampisteria, 1 electricista, 2 veterinaris i 1 agència immobiliària.
L'any 2000 a Hermival-les-Vaux hi havia 28 explotacions agrícoles que ocupaven un total de 636 hectàrees.

## Equipaments sanitaris i escolars
El 2009 hi havia una escola elemental.

## Poblacions més properes
El següent diagrama mostra les poblacions més properes.